# Traudl Hecher
Traudl Hecher (n. 28 septembrie 1943, Schwaz, Tirol, Austria – d. 10 ianuarie 2023, Schwaz, Tirol, Austria) a fost o schioare alpină austriacă, medaliată olimpică. A participat la 2 ediții ale Jocurilor Olimpice (1960, 1964) în care a câștigat două medalii de bronz.